# 우일라주 (앙골라)

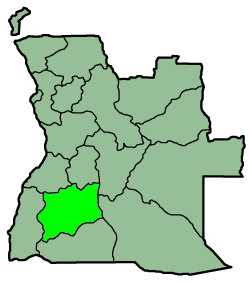
우일라 주의 위치

우일라주(Huíla)는 앙골라의 주로, 주도는 루방구이며 면적은 75,002km2, 인구는 약 700,000명이다.